# オンナダケヤモリ
オンナダケヤモリ（学名：Gehyra mutilata）は、有鱗目トカゲ亜目ヤモリ科フトオヤモリ属に分類されるトカゲ。和名は、本種が日本では沖縄本島の恩納岳で初めて発見されたことに由来するが、恩納岳の固有種ではなく、世界の広い範囲に生息している。

## 分布域・形態

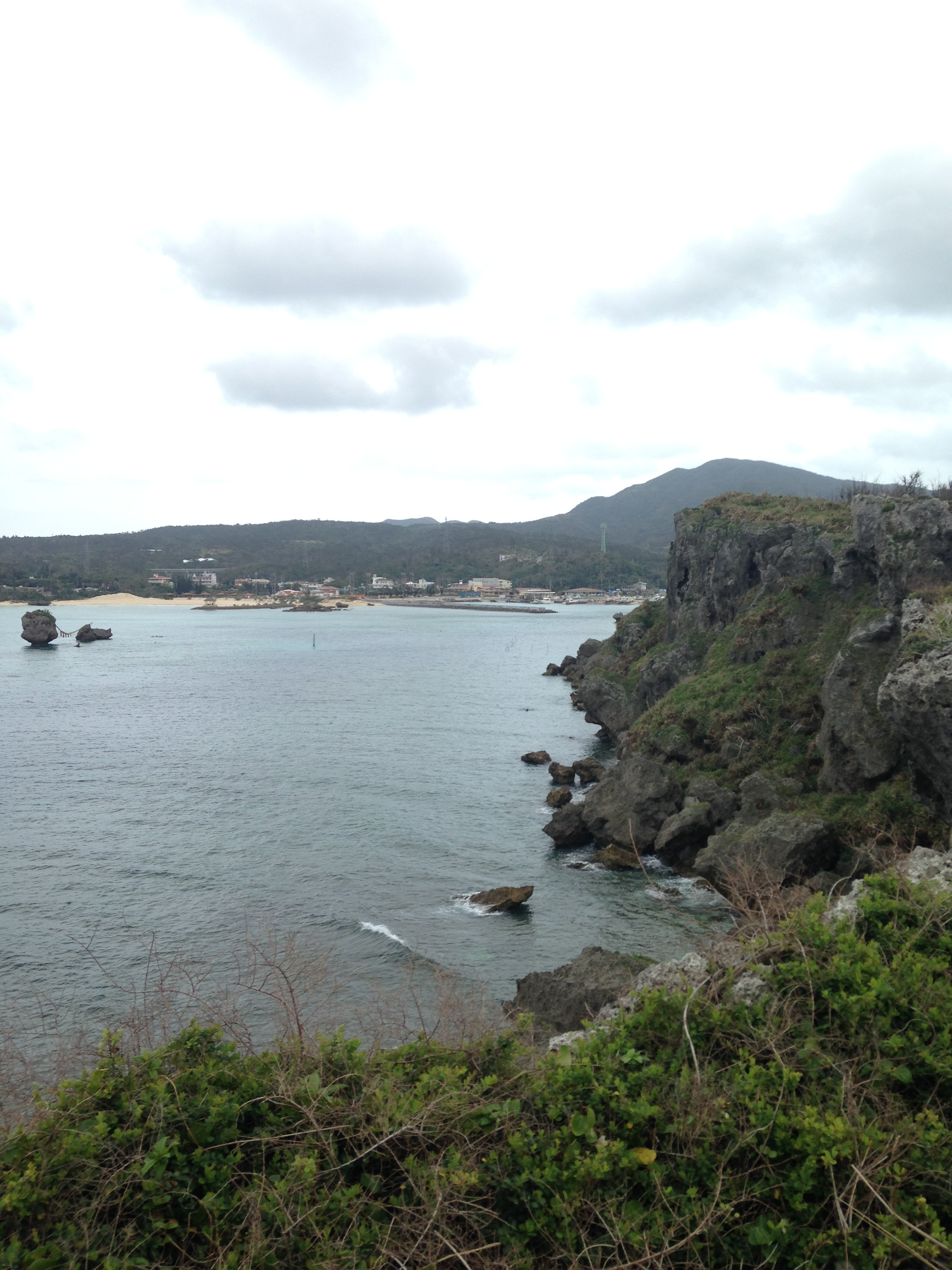
万座毛（沖縄県恩納村）より恩納岳を望む。オンナダケヤモリは、日本ではこの山で初めて発見されたが、実際は世界の広域に分布している。

オンナダケヤモリが属するフトオヤモリ属のヤモリ達は、オセアニアや太平洋の島々から、インドシナを含む東南アジアを中心に分布しているが、本種は例外的に日本の南西諸島、中国南部、マダガスカルなど、世界の広域に分布する。アメリカやメキシコの一部にも移入し、帰化している。
全長は8-12センチメートルで、頭胴長は4-5.5センチメートルほどである。体色には変異があり、灰白色、褐色、黒褐色、桃色がかるものなどが見られる。また、体全体に顆粒状の黒班を生じる個体もいる。これらの変異は周囲の温度、湿度などの環境に強く関与するものと思われる。
皮膚には大型の鱗は点在しない。ニホンヤモリに似ているが、皮膚の質感はしっとりとしている。皮膚は薄く、外敵などに掴まれる時に剥がれやすい。また、皮膚の再生は早い。四肢は短く、指には水かき状の膜がある。尾は太く扁平で、未自切尾の基部は幅広い。
雄の総排泄孔の前部には21-41個ほどの前肛孔が見られる。雌には見られない。
幼体は背面に暗色に囲まれた明色の斑点模様が入る。
1つの指に対し二分した指下板が発達し、指の3分の2から半分を覆い、壁面でも張りついて活動することができる。

## 生態
民家の屋内や人家周辺の木などに生息している。同所的に分布するホオグロヤモリとは棲み分けを行うらしく、ホオグロヤモリが多い環境では見かけられない。ホオグロヤモリが分布しない奄美大島では民家でも見かけることができる。
食性は肉食性で、夜間の照明に集まった昆虫類を食べる。
繁殖形態は卵生で、1回に2個ずつの卵を2-3回に分けて産む。産卵は3月の下旬から9月中旬にかけて行われるが、詳しいことは分かっていない。卵は短径8ミリメートル、長径10ミリメートルの楕円形をしており、白色で卵殻は硬く、乾燥に強い。
孵化直後の個体の頭胴長は、約2.3センチメートルである。

## 人間との関係

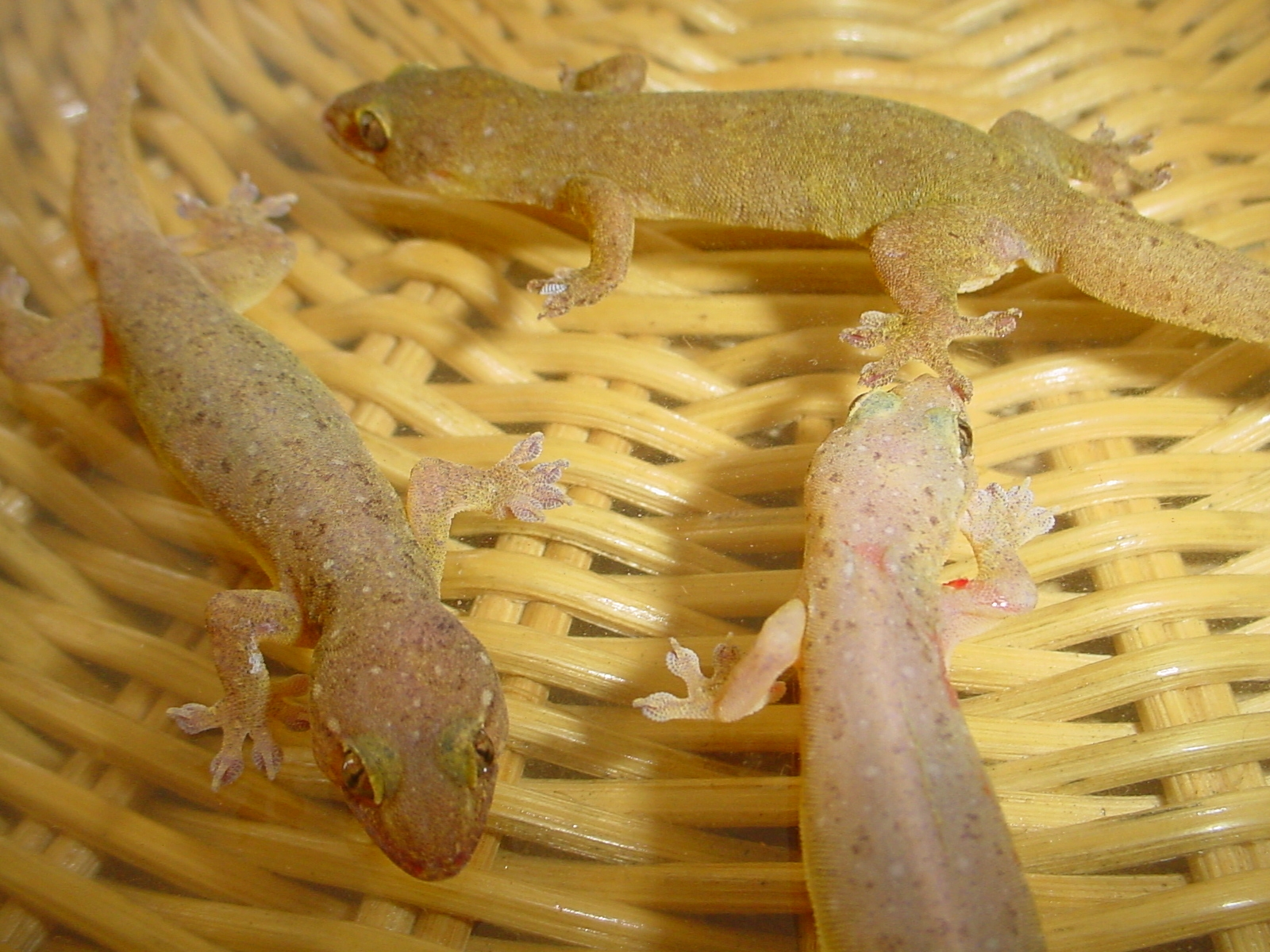
オンナダケヤモリは、餌用ヤモリのひとつとして流通している。

活餌用ヤモリとして利用されている。数種類の活餌用ヤモリと混在した状態で輸入され、入手・飼育共に容易である。この種のみが輸入されることはない。抱卵している生体も多く見かけられ、卵を孵化させて幼体から飼育することも可能である。